# Evgenij Čičvarkin
Evgenij Aleksandrovič Čičvarkin (in russo Евге́ний Алекса́ндрович Чичва́ркин?; Leningrado, 10 settembre 1974) è un imprenditore e politico russo.

## Biografia
Ha fondato la più grande rete russa di comunicazione cellulare, Evroset, grazie alla quale, è diventato l'uomo "under 35" più ricco della Russia, con un patrimonio di circa 1,6 miliardi di dollari.
Ha ricevuto numerosi riconoscimenti pubblici tra cui "Persona dell'anno 2004" nella categoria "Responsabile del commercio al dettaglio".
Nel 2005, ha vinto il concorso Ernst & Young "Imprenditore dell'anno" nella nomination "Commercio". Nello stesso anno viene nominato segretario del dipartimento di Mosca del partito d'opposizione Unione delle Forze di Destra.
Nel dicembre del 2008, dichiarando di essere sotto pressione delle autorità russe, si dimette dalla carica di presidente di Evroset e si trasferisce nel Regno Unito.. Nel gennaio 2009, il comitato investigativo dell'ufficio del procuratore della Federazione Russa ha aperto un procedimento penale contro Čičvarkin.
Nel 2020, ha acquistato la Fondazione per la lotta alla corruzione di Aleksej Naval'nyj dopo che ne era stata annunciata la chiusura a causa delle sanzioni economiche da parte del governo russo.
Membro dell'Unione delle Forze di Destra di Boris Nemcov, Čičvarkin attualmente vive a Londra, da dove conduce una campagna contro la corruzione in Russia e contro il presidente Vladimir Putin.